# Takaoia similis
Takaoia similis is een hooiwagen uit de familie Epedanidae.